# Пандіон (син Кекропса)
Пандіон (грец. Πανδίων) — правнук Пандіона, син Кекропса, володар Аттики.
Вигнаний своїми родичами, втік до Мегари, одружився з дочкою місцевого царя і після нього став мегарським володарем. Сини П. Егей, Паллант, Ніс і Лік після смерті батька повернулися до Афін і володіли Аттікою. Цей міф оформився, мабуть, під час найбільшої могутності Афінського союзу і відображає експансіоністські тенденції Афін у 5 столітті до н. е.